# Supercopa do Paraguai de Futebol de 2022
A Supercopa Paraguai 2022 foi a segunda edição deste campeonato, sendo disputada entre o clube Olimpia, campeão com maios pontos da Primera División de Paraguai 2022 e o time Sportivo Ameliano, campeão da Copa Paraguai 2022. 
Diferente da primeira edição, esta partida foi no começo do ano, a primeira partida oficial da temporada. O Olimpia é o atual campeão da competição.
O Sportivo Ameliano foi o campeão após derrotar o Olimpia por um placar de 1-0.

## Participantes
| Clube             | Cidade   | Classificação                                | Participação |
| ----------------- | -------- | -------------------------------------------- | ------------ |
| Olimpia           | Assunção | Campeão do Primera División de Paraguai 2022 | 2ª           |
| Sportivo Ameliano | Assunção | Campeão da Copa Paraguai 2022                | 1ª           |

## Partida
| 25 de janeiro de 2023 | Olimpia | 0 – 1  | Sportivo Ameliano | Estádio Defensores del Chaco, Assunção |
| 20:00 (UTC−3)         |         | Súmula | 38' Vera E.       | Árbitro: César Benítez                 |

## Premiação
| Supercopa do Paraguai de 2022          |
| -------------------------------------- |
| Sportivo Ameliano Campeão (1.º título) |